# علم بيئة الصوت

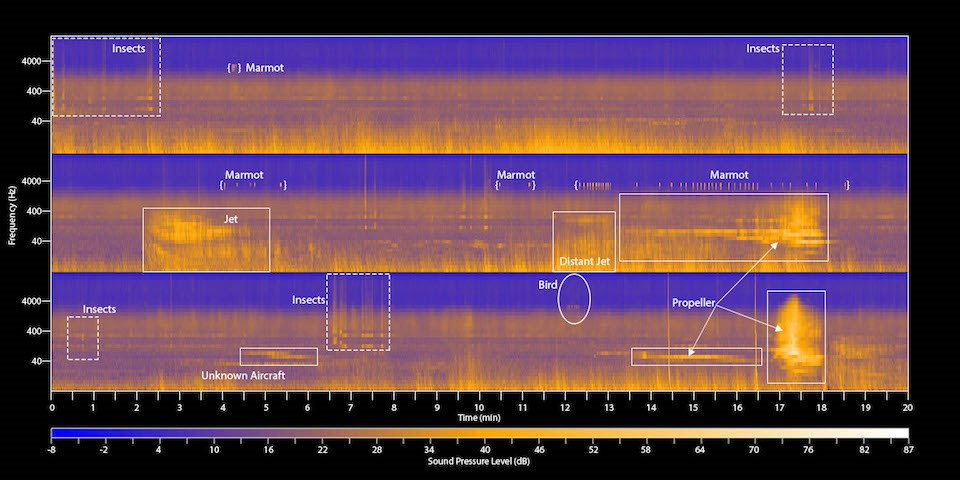
مخطط طيفي للمشهد الصوتي لحديقة ماونت رينييه الوطنية في الولايات المتحدة. تظهر المناطق البارزة أصوات المرموط والطيور والحشرات والطائرات.

علم بيئة الصوت أو الإيكولوجيا الصوتية (بالإنجليزية: Soundscape ecology)‏ هو دراسة العلاقات الصوتية بين الكائنات الحية، التي تشمل البشر والكائنات الآخرى مع بيئتهم، سواء كانت الكائنات بحرية أو أرضية. ظهر هذا المصطلح لأول مرة في كتيب الإيكولوجيا الصوتية الذي حرره باري تروكس [الإنجليزية]، في عام 1978، وقد استخدم المصطلح أحيانًا، وفي بعض الأوقات بالتبادل، مع مصطلح البيئة الصوتية.
يدرس علماء البيئة في المشهد الصوتي العلاقات بين المصادر الأساسية الثلاثة للصوت التي تشكل المشهد الصوتي: ويشار إلى تلك التي تولدها الكائنات الحية باسم "بايوفوني". وتصنف الفئات غير البيولوجية على أنها "جيوفونية"، أما تلك التي ينتجها البشر فهي تسمى "أنثروبوفوني".
تهيمن على المشاهد الصوتية بنحوٍ متزايد، على مجموعة فرعية من الأنثروبوفوني (يشار إليها أحيانًا في المصطلحات الأقدم باسم "الضوضاء البشرية")، أو التقنية، الوجود الطاغي للضوضاء الكهروميكانيكية. قد ينتج عن هذه الفئة الفرعية من التلوث الضوضائي أو الاضطراب تأثير سلبي على مجموعة واسعة من الكائنات الحية. قد يكون للاختلافات في مجال الصوت نتيجة للظواهر الطبيعية والمساعي البشرية تأثيرات بيئية واسعة النطاق حيث تطورت العديد من الكائنات الحية للاستجابة للإشارات الصوتية التي تنبثق بشكل أساسي من الموائل غير المضطربة.
يستخدم علماء الإيكولوجيا الصوتية أجهزة التسجيل الرقمي [الإنجليزية] والأدوات الصوتية وعناصر التحليل الإيكولوجي التقليدي والصوتي لدراسة هيكل البيئة الصوتية. وقد عمقت الإيكولوجيا الصوتية فهم القضايا الإيكولوجية الحالية وأنشأت اتصالات حسية عميقة مع البيانات الإيكولوجية. وأصبح الحفاظ على البيئة الصوتية الطبيعية هدفًا معترفًا به في مجال الحفاظ على البيئة.

## خلفية
كتخصص أكاديمي، تشترك البيئة الصوتية في بعض الخصائص مع مجالات البحث الأخرى ولكنها تختلف أيضًا عنها في نواحٍ مهمة. على سبيل المثال، تهتم البيئة الصوتية أيضًا بدراسة مصادر الصوت المتعددة. ومع ذلك، فإن البيئة الصوتية، المستمدة من العمل التأسيسي لريموند موراي شيفر وباري تروكس [الإنجليزية]، تركز في المقام الأول على الإدراك البشري للمناظر الصوتية. تسعى إيكولوجيا الصوت إلى منظور أوسع من خلال النظر في تأثيرات المشهد الصوتي على مجتمعات الكائنات الحية، والبشر وغيرهم، والتفاعلات المحتملة بين الأصوات في البيئة. بالمقارنة مع البيئة الصوتية، يميل تخصص علم الصوتيات الحيوية إلى أن يكون له اهتمام أضيق بالآليات الفسيولوجية والسلوكية للأنواع الفردية للتواصل السمعي. تقترض البيئة الصوتية أيضًا بشكل كبير من بعض المفاهيم في بيئة المناظر الطبيعية، والتي تركز على الأنماط والعمليات البيئية التي تحدث على نطاقات مكانية متعددة. قد تؤثر المناظر الطبيعية بشكل مباشر على المناظر الصوتية حيث تستخدم بعض الكائنات الحية السمات المادية لموائلها لتغيير نطقها. على سبيل المثال، تستغل قرود البابون والحيوانات الأخرى موائل معينة لتوليد أصداء الأصوات التي تنتجها.
قد لا تُقدر وظيفة الصوت وأهميته في البيئة بشكل كامل ما لم يتبنى المرء منظورًا عضويًا للإدراك السليم، وبهذه الطريقة، تتعلم البيئة الصوتية أيضًا من خلال البيئة الحسية. تركز البيئة الحسية على فهم الأنظمة الحسية للكائنات الحية والوظيفة البيولوجية للمعلومات التي يحصل عليها من هذه الأنظمة. في كثير من الحالات، يجب على البشر الاعتراف بأن الأساليب الحسية والمعلومات التي تستخدمها الكائنات الحية الأخرى قد لا تكون واضحة من وجهة نظر مركزية الإنسان. لقد أبرز هذا المنظور بالفعل العديد من الحالات التي تعتمد فيها الكائنات بشكل كبير على الإشارات الصوتية المتولدة داخل بيئاتها الطبيعية لأداء وظائف بيولوجية مهمة. على سبيل المثال، من المعروف أن مجموعة واسعة من القشريات تستجيب للتنوع الحيوي المتولد حول الشعاب المرجانية. تنجذب الأنواع التي يجب أن تستقر على الشعاب المرجانية لإكمال دورتها التنموية إلى ضوضاء الشعاب المرجانية بينما تصد القشريات السطحية والليلية بنفس الإشارة الصوتية، ويفترض أنها آلية لتجنب الافتراس (كثافة الحيوانات المفترسة عالية في موائل الشعاب المرجانية). وبالمثل، قد تستخدم الأسماك اليافعة النغمة الحيوية كإشارة ملاحية لتحديد موقع الشعاب المرجانية التي ولدت، ويمكن أيضًا تشجيعها على إعادة توطين الشعاب المرجانية التالفة عن طريق تشغيل صوت الشعاب المرجانية الصحي. تتأثر أنماط حركة الأنواع الأخرى بالجيوفونية، كما في حالة ضفدع القصب المعروف أنه يتشتت بعيدًا عن صوت النار. بالإضافة إلى ذلك، تستخدم مجموعة متنوعة من أنواع الطيور والثدييات إشارات سمعية، مثل ضوضاء الحركة، من أجل تحديد موقع الفريسة. يمكن أيضًا استغلال الاضطرابات الناتجة عن فترات الضوضاء البيئية من قبل بعض الحيوانات أثناء البحث عن الطعام. على سبيل المثال، تركز الحشرات التي تتغذى على العناكب أنشطة البحث عن الطعام [الإنجليزية] أثناء نوبات الضوضاء البيئية لتجنب اكتشافها من قبل فرائسها. توضح هذه الأمثلة أن العديد من الكائنات الحية قادرة للغاية على استخلاص المعلومات من المشاهد الصوتية.

## المصطلح

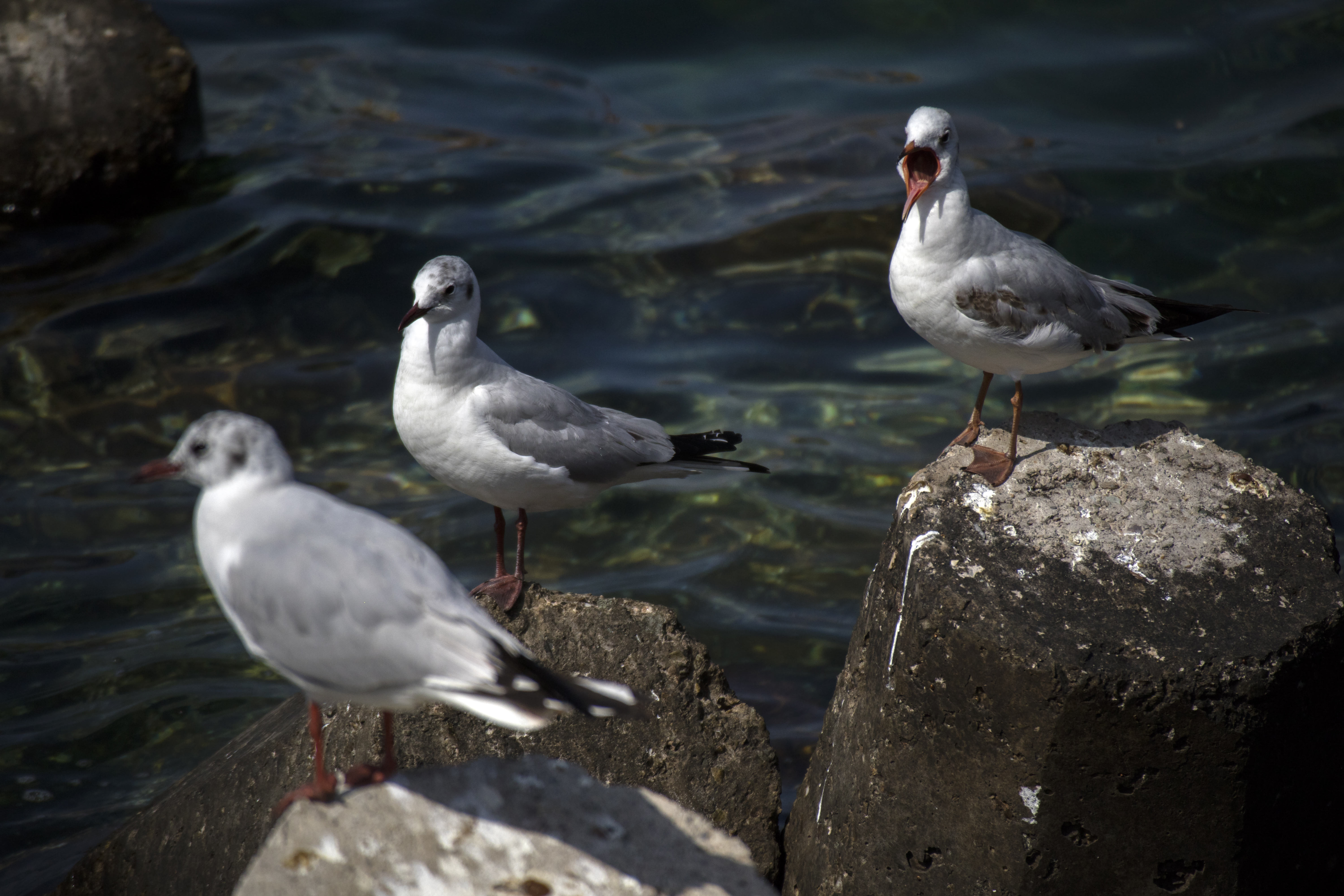
تشمل الأصوات الطبيعية الأصوات "الجيوفوني" الطبيعية ولكن غير البيولوجية (مثل مياه المحيط) والأصوات "الحيوية" للحيوانات (مثل نداءات الطيور).

وفقًا للأكاديمي بيرني كراوس، فإن البيئة الصوتية تعمل كعدسة في مجالات أخرى بما في ذلك الطب والموسيقى والرقص والفلسفة والدراسات البيئية وما إلى ذلك (المشهد الصوتي). يرى كراوس أن المشهد الصوتي لمنطقة معينة هو مجموع ثلاثة مصادر صوت منفصلة (كما وصفها غيجي و كراوس) مُعرَّفة على النحو التالي:
- جيوفوني (Geophony)، من البادئة اليونانية، geo، يعني متعلق بالأرض، و phon، يعني الصوت، هو مصطلح جديد يستخدم لوصف واحد من ثلاثة مكونات صوتية محتملة لمشهد صوتي. يتعلق الأمر بالأصوات غير البيولوجية التي تحدث بشكل طبيعي والتي تأتي من أنواع مختلفة من الموائل، سواء كانت بحرية أو برية.[13] عادة، تشير الجيوفونية إلى أصوات القوى الطبيعية، مثل الماء والرياح والرعد، التي تحدث في الموائل البرية غير المضطربة نسبيًا.[14] لكن الجيوفونية لا تقتصر على هذا التعريف الضيق حيث يمكن تجربة مصادر الصوت هذه في كل مكان تقريبًا يُعبرعن تأثيرات الرياح والمياه.
- بايوفواني (Biophony) هو مصطلح قدمه كراوس، الذي بدأ في عام 1998 لأول مرة في التعبير عن المشهد الصوتي من حيث مصادره الصوتية. يشير مصطلح بايوفوني إلى البصمات الصوتية الجماعية التي تولدها جميع الكائنات الحية المنتجة للصوت في موطن معين في لحظة معينة. يتضمن النطق التي تستخدم للتواصل المحدد في بعض الحالات. تتكون بايوفواني من البادئة اليونانية، bio، بمعنى الحياة، واللاحقة، phon، التي تعني الصوت، هي مصطلح جديد يستخدم لوصف الصوت الجماعي الذي تخلقه الحيوانات اللفظية في كل بيئة معينة. يستكشف تعريفات جديدة للأراضي الحيوانية على النحو المحدد في علم الأحياء، ويتناول التغيرات في الكثافة والتنوع والثراء في مجموعات الحيوانات. يمكن أن يساعد رسم الخرائط الصوتية في توضيح آليات القيادة الممكنة وتوفير أداة قيمة للإدارة والتخطيط الحضريين.[5] ومع ذلك، فقد ثبت أن قياس الطبيعة الحيوية عبر المناظر الطبيعية الحضرية أمر صعب في وجود الأنثروفوني، أو الأصوات التي يولدها البشر. يمكن استخدام النسبة المترية للأحياء الحيوية، لتقدير النغمة الحيوية مع تجنب تحيز الضوضاء.[5] سيتم التعبير عن الغياب التام للحيوية أو الجيوفونية في منطقة حيوية معينة بخلل النطق (من اليونانية التي تعني عدم القدرة على إنتاج صوت جماعي مناسب في هذه الحالة). تصف الفرضية المتخصصة (المعروفة أيضًا باسم فرضية المكانة الصوتية )،[15] نسخة مبكرة من مصطلح بايوفوني، عملية تقسيم النطاق الترددي الصوتي التي تحدث في المناطق الأحيائية التي لا تزال برية والتي من خلالها تقوم الكائنات غير البشرية بتعديل نطقها حسب التردد وتغيير الوقت للتعويض عن المنطقة الصوتية التي تحتلها المخلوقات الصوتية الأخرى. وهكذا يتطور كل نوع ليؤسس ويحافظ على عرض النطاق الترددي الصوتي الخاص به بحيث لا يُخفى صوته. على سبيل المثال، يمكن العثور على أمثلة بارزة للتقسيم الواضح والتمييز بين الأنواع في مخططات الطيف المستمدة من التسجيلات البيوفونية التي أجريت في معظم الغابات المطيرة المدارية وشبه الاستوائية غير المنقوصة. تميل الدراسات الإضافية التي أجريت على بعض الحشرات والبرمائيات إلى تأكيد الفرضية.[16][17]
- أنثروبوفوني (Anthropophony) هو مصطلح آخر قدمه كراوس مع زميله، ستيوارت غيج. إنه يمثل الصوت الناتج عن الإنسان سواء من البشر أو أنفسهم أو التقنيات الكهروميكانيكية التي يستخدمونها. المصطلح، أنثروبوفوني، يتكون من البادئة اليونانية، Anthropo، التي تعني الإنسان، واللاحقة، phony، بمعنى الصوت هو مصطلح جديد يستخدم لوصف كل الأصوات التي ينتجها البشر، سواء كانت متماسكة، مثل الموسيقى والمسرح واللغة، أو غير متماسكة وفوضوية مثل الإشارات العشوائية المتولدة بشكل أساسي عن طريق الوسائل الكهروميكانيكية.[18][19] تنقسم الأنثروبوفوني إلى فئتين فرعيتين. الصوت الخاضع للتحكم، مثل الموسيقى واللغة والمسرح والصوت الفوضوي أو غير المترابط يشار إليه أحيانًا بالضوضاء.[20]

وفقًا لكراوس، فإن التركيبات المختلفة لهذه التعبيرات الصوتية عبر المكان والزمان تولد مناظر صوتية فريدة.[بحاجة لمصدر]
يسعى علماء البيئة في المشاهد الصوتية إلى التحقيق في بنية المشاهد الصوتية، وشرح كيفية تكوينها، ودراسة كيفية ارتباط الكائنات الصوتية ببعضها البعض. اقترح عدد من الفرضيات لشرح بنية المشاهد الصوتية، لا سيما عناصر النغمة الحيوية. على سبيل المثال، تتنبأ النظرية البيئية المعروفة باسم فرضية التكيف الصوتي بأن الإشارات الصوتية للحيوانات تتغير في بيئات فيزيائية مختلفة من أجل زيادة انتشارها عبر الموطن. بالإضافة إلى ذلك، قد تكون الإشارات الصوتية من الكائنات الحية تحت ضغط انتقائي لتقليل تداخل ترددها (درجة الصوت) مع السمات السمعية الأخرى للبيئة. تشبه فرضية المكانة الصوتية هذه المفهوم الإيكولوجي الكلاسيكي للتفرق البيئي. تقترح أن الإشارات الصوتية في البيئة يجب أن تعرض تجزئة التردد نتيجة عمل الاختيار لتعظيم فعالية الخصوصية البيولوجية [الإنجليزية] بين الأنواع المختلفة. تدعم ملاحظات تمايز التردد بين الحشرات والطيور والأنوران الفرضية الصوتية المتخصصة. قد تقوم الكائنات الحية أيضًا بتقسيم ترددات نطقها لتجنب التداخل مع الأصوات الجيوفونية المنتشرة. على سبيل المثال، يحدث الاتصال الإقليمي في بعض أنواع الضفادع جزئيًا في طيف الموجات فوق الصوتية عالي التردد. تمثل طريقة الاتصال هذه تكيفًا تطوريًا مع موطن الضفادع المشاطئة حيث تنتج المياه الجارية صوتًا منخفض التردد ثابتًا. يمكن للأنواع الغازية التي تدخل أصواتًا جديدة في المشاهد الصوتية أن تعطل التقسيم الصوتي في المجتمعات المحلية، وهي عملية تُعرف باسم الغزو البيولوجي. على الرغم من أن التكيف مع المنافذ الصوتية قد يفسر بنية التردد لمجالات الصوت، فمن المحتمل أن يتولد التباين المكاني في الصوت عن طريق التدرجات البيئية في الارتفاع أو خط العرض أو اضطراب الموائل. قد تغير هذه التدرجات المساهمات النسبية للأحياء الحيوية والجيوفونية والأنثروفوني في المشهد الصوتي. على سبيل المثال، عند مقارنتها بالموائل غير المتغيرة، من المرجح أن يكون للمناطق ذات المستويات العالية من استخدام الأراضي الحضرية مستويات متزايدة من الإنسان البشري وانخفاض مصادر الصوت المادية والعضوية. عادةً ما تظهر المناظر الصوتية أنماطًا زمنية، مع إبراز الدورات اليومية والموسمية بشكل خاص. غالبًا ما تُنشئ هذه الأنماط من قبل مجتمعات الكائنات الحية التي تساهم في النغمة الحيوية. على سبيل المثال، جوقة الطيور [الإنجليزية] بكثافة عند الفجر والغسق بينما ينادي الأنوران بشكل أساسي في الليل؛ قد يكون توقيت أحداث النطق هذه قد تطور لتقليل التداخل الزمني مع العناصر الأخرى في المشهد الصوتي.

## الأساليب
المعلومات الصوتية التي تصف البيئة هي البيانات الأولية المطلوبة في دراسات البيئة الصوتية. وقد أتاح التقدم التكنولوجي أساليب محسنة لجمع مثل هذه البيانات. تسمح أنظمة التسجيل الآلي بجمع عينات متماثلة مؤقتًا من المشاهد الصوتية بسهولة نسبية. يمكن استخراج البيانات التي جمعت من هذه المعدات لتوليد تمثيل مرئي للمشهد الصوتي في شكل مخطط طيفي. توفر الصور الطيفية معلومات عن عدد من خصائص الصوت التي قد تخضع للتحليل الكمي. يشير المحور الرأسي لمخطط الطيف إلى تردد الصوت بينما يعرض المحور الأفقي مقياس الوقت الذي سجل الأصوات عليه. بالإضافة إلى ذلك، تعرض مخططات الطيف سعة الصوت، وهي مقياس لشدة الصوت. المؤشرات البيئية المستخدمة تقليديا مع البيانات على مستوى الأنواع، مثل التنوع والتكافؤ، تم تكييفها للاستخدام مع المقاييس الصوتية. توفر هذه القياسات طريقة لمقارنة المشاهد الصوتية عبر الزمان أو المكان. على سبيل المثال، استخدمت أجهزة التسجيل الآلي لجمع البيانات الصوتية في مناظر طبيعية مختلفة عبر نطاقات زمنية على مدار العام، وتم استخدام مقاييس التنوع لتقييم التقلبات اليومية والموسمية في مقاطع الصوت عبر المواقع. يمكن رؤية زوال الموطن من خلال القياس قبل وبعد "قطع الأشجار" على سبيل المثال. يمكن أيضًا دراسة الأنماط المكانية للصوت باستخدام أدوات مألوفة لعلماء بيئة المناظر الطبيعية مثل أنظمة المعلومات الجغرافية. أخيرًا، يمكن أن توفر العينات المسجلة للمشهد الصوتي تدابير بديلة لقوائم جرد التنوع البيولوجي في الحالات التي تكون فيها طرق أخذ العينات الأخرى غير عملية أو غير فعالة. قد تكون هذه التقنيات مهمة بشكل خاص لدراسة الأنواع النادرة أو المراوغة التي يصعب بشكل خاص مراقبتها بطرق أخرى.

## رؤى من بيئة الصوت: الإنسان
على الرغم من أنه لم يُعرف علم البيئة الصوتية إلا مؤخرًا على أنه تخصص أكاديمي مستقل (وصف لأول مرة في عام 2011 وأعطي الطابع الرسمي عليه في الاجتماع الأول للجمعية الدولية للصوتيات البيئية، الذي عقد في باريس في عام 2014)، فقد أدرجت العديد من التحقيقات البيئية السابقة عناصر من نظرية البيئة الصوتية. على سبيل المثال، ركز قدر كبير من العمل على توثيق آثار الأنثروبوفوني على الحياة البرية. يمكن أن تنبثق الأنثروبوفوني (النسخة غير الخاضعة للتجكم، غالبًا بشكل مرادف للتلوث الضوضائي) من مجموعة متنوعة من المصادر، بما في ذلك شبكات النقل أو الصناعة، وقد تمثل اضطرابًا واسع النطاق للأنظمة الطبيعية حتى في المناطق النائية على ما يبدو مثل المتنزهات الوطنية. التأثير الرئيسي للضوضاء هو إخفاء الإشارات الصوتية العضوية التي تحتوي على معلومات. على خلفية صاخبة، قد تواجه الكائنات الحية مشكلة في إدراك الأصوات المهمة للتواصل غير المحدد أو البحث عن الطعام أو التعرف على الحيوانات المفترسة أو مجموعة متنوعة من الوظائف البيئية الأخرى. بهذه الطريقة، قد تمثل الضوضاء البشرية المنشأ تفاعلًا صوتيًا حيث تتداخل الأنثروبوفوني المتزايد مع العمليات الحيوية. تؤثر التأثيرات السلبية للضوضاء البشرية المنشأ على مجموعة متنوعة من الأصناف بما في ذلك الأسماك والبرمائيات والطيور والثدييات. بالإضافة إلى التدخل في الأصوات المهمة بيئيًا، يمكن أن تؤثر الأنثروبوفوني أيضًا بشكل مباشر على الأنظمة البيولوجية للكائنات. يمكن أن يؤدي التعرض للضوضاء، الذي قد يُنظر إليه على أنه تهديد، إلى تغيرات فسيولوجية. على سبيل المثال، يمكن للضوضاء أن تزيد من مستويات هرمونات التوتر، وتضعف الإدراك، وتقلل من وظائف المناعة، وتسبب تلف الحمض النووي. على الرغم من أن الكثير من الأبحاث حول الضوضاء البشرية قد ركزت على الاستجابات السلوكية والمستوى السكاني لاضطراب الضوضاء، فإن هذه الأنظمة الجزيئية والخلوية قد تثبت مجالات واعدة للعمل في المستقبل.

## الأنثروبوفوني والطيور

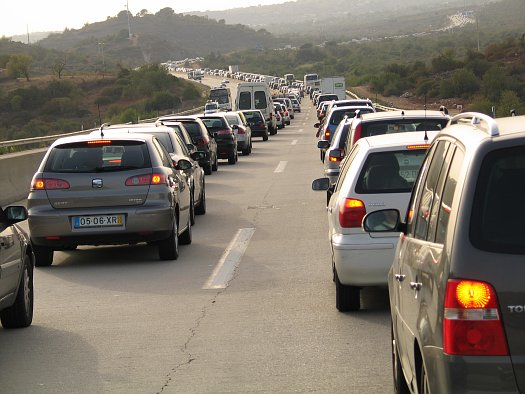
تلعب الأنثروبوفوني، الصوت الناتج عن الأنشطة البشرية، دورًا مهمًا في المشاهد الصوتية المعاصرة.

استخدمت الطيور ككائنات دراسة في كثير من الأبحاث المتعلقة باستجابات الحياة البرية للضوضاء البشرية، وتوثق المؤلفات الناتجة العديد من التأثيرات ذات الصلة بالتصنيفات الأخرى المتأثرة بالأنثروبوفوني. قد تكون الطيور حساسة بشكل خاص للتلوث الضوضائي نظرًا لاعتمادها بشكل كبير على الإشارات الصوتية للاتصال في الخصوصية البيئة. في الواقع، تُظهر مجموعة واسعة من الدراسات أن الطيور تستخدم الأغاني المتغيرة في البيئات الصاخبة. كشفت الأبحاث التي أجريت على القرقف الكبير في بيئة حضرية أن الطيور الذكور التي تسكن مناطق صاخبة تميل إلى استخدام أصوات أعلى تردد في أغانيها. من المفترض أن هذه الأغاني ذات النغمة العالية تسمح للطيور الذكور بأن تسمع فوق الضوضاء البشرية، والتي تميل إلى امتلاك طاقة عالية في نطاق التردد المنخفض وبالتالي إخفاء الأصوات في تلك الأطياف. أكدت دراسة متابعة أجريت على مجموعات سكانية متعددة أن القرقف الكبير في المناطق الحضرية يغني مع زيادة الحد الأدنى من التردد مقارنة بالطيور التي تعيش في الغابات. بالإضافة إلى ذلك، تشير هذه الدراسة إلى أن الموائل الحضرية الصاخبة تستضيف الطيور التي تستخدم أغانٍ أقصر ولكنها تكررها بسرعة أكبر. على عكس تعديلات التردد، يمكن للطيور ببساطة زيادة اتساع (جهارة) أغانيها لتقليل الإخفاء في البيئات ذات الضوضاء المرتفعة. يُظهر العمل التجريبي والملاحظات الميدانية أن هذه التغييرات في الأغنية قد تكون نتيجة لدونة سلوكية بدلاً من تكيفات تطورية مع الضوضاء (أي أن الطيور تغير بفاعلية مجموعة أغانيها اعتمادًا على الظروف الصوتية التي تواجهها). في الواقع، من غير المحتمل أن تكون التعديلات الصوتية للطيور على الضوضاء البشرية نتاج التغيير التطوري لمجرد أن مستويات الضوضاء العالية هي ضغط اختيار حديث نسبيًا. ومع ذلك، لا تقوم جميع أنواع الطيور بتعديل أغانيها لتحسين الاتصال في البيئات الصاخبة، مما قد يحد من قدرتها على احتلال الموائل المعرضة للضوضاء البشرية. في بعض الأنواع، تنشئ الطيور الفردية ذخيرة صوتية صلبة نسبيًا عندما تكون صغيرة، وقد تحد هذه الأنواع من قيود النمو من قدرتها على إجراء تعديلات صوتية في وقت لاحق من الحياة. وبالتالي، فإن الأنواع التي لا تعدل أو لا تستطيع تعديل أغانيها قد تكون حساسة بشكل خاص لتدهور الموائل نتيجة للتلوث الضوضائي.

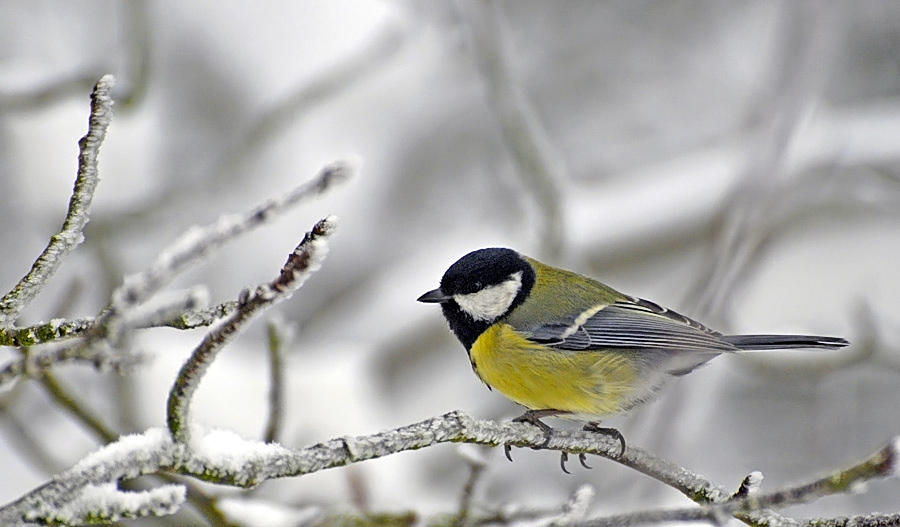
درست تأثيرات الأنثروبوفوني الاتصال السمعي جيدًا عند القرقف الكبير.

حتى بين الطيور القادرة على تغيير أغانيها لتكون مسموعة بشكل أفضل في البيئات المليئة بالأنثروبوفوني، قد يكون لهذه التغييرات السلوكية عواقب مهمة على اللياقة البدنية. في الحلمة الكبيرة، على سبيل المثال، هناك مفاضلة بين قوة الإشارة واكتشاف الإشارة التي تعتمد على تردد الأغنية. يتمتع الطيور الذكور التي تضم صفات صوتية منخفضة في مجموعة أصواتها بمزيد من الوفاء الجنسي من شريكاتها، مما يؤدي إلى زيادة النجاح الإنجابي. ومع ذلك، فإن الأصوات ذات المستوى المنخفض تحجب عند وجود الضوضاء البشرية، وتكون الأصوات ذات المستوى العالي أكثر فعالية في استحضار استجابات الإناث في هذه الظروف. وبالتالي، فإن الطيور قد تواجه ضغوطًا تنافسية في الموائل التي تتميز بارتفاع مستويات الضوضاء البشرية: ضغط لإصدار أصوات أكثر عند المستويات المنخفضة لتحسين قوة الإشارة وتأمين شريكات جيدات، مقابل ضغط معاكس للغناء بترددات أعلى لضمان اكتشاف الإشارات في الخلفية الصوتية البشرية. وبالإضافة إلى ذلك، فإن استخدام بعض التواصلات الصوتية، بما في ذلك الأصوات ذات الشدة العالية التي تخفض من تأثير الضوضاء في البيئات الصاخبة، قد يفرض تكاليف انفعالية تقلل من الكفاءة. بسبب المقايضات الإنجابية والضغوط الأخرى التي تفرضها على بعض الطيور، قد تمثل الموائل الصاخبة مصائد بيئية، موائل قلل فيها الأفراد من لياقتهم ومع ذلك تستعمربمعدلات أكبر من الموائل الأخرى أو مساوية لها.
قد يكون للأنثروبوفوني في نهاية المطاف تأثيرات على السكان - أو على مستوى المجتمع المحلي على مجموعة الطيور. وجدت إحدى الدراسات التي ركزت على تكوين المجتمع أن الموائل المعرضة للأنثروبوفوني استضافت أنواعًا أقل من الطيور مقارنة بالمناطق الخالية من الضوضاء، لكن كلا المنطقتين كان لهما أعداد مماثلة من الأعشاش. في الواقع، كانت الأعشاش في الموائل الصاخبة أعلى نسبة بقاء من تلك الموضوعة في موائل التحكم، ويفترض أن ذلك يرجع إلى أن البيئات الصاخبة استضافت عددًا أقل من الغراب الأزرق الغربي [الإنجليزية] التي تعد مفترسات أعشاش رئيسية للطيور الأخرى. وبالتالي، يمكن أن يكون للأنثروبوفون آثار سلبية على تنوع الأنواع المحلية، ولكن الأنواع القادرة على التعامل مع اضطراب الضوضاء قد تستفيد في الواقع من استبعاد تفاعلات الأنواع السلبية في تلك المناطق. تشير تجارب أخرى إلى أن التلوث الضوضائي لديه القدرة على التأثير على أنظمة تزاوج الطيور من خلال تغيير قوة الروابط الزوجية. عندما تتعرض لضوضاء بيئية عالية السعة في بيئة معملية، تظهر عصافير الحمار الوحشي، وهي من الأنواع أحادية الزواج، تفضيلًا منخفضًا لشركائها المتزاوجين. وبالمثل، من المرجح أن تكون طيور القصب الذكور في البيئات الهادئة جزءًا من زوج تزاوج أكثر من الذكور في الأماكن الصاخبة. قد تؤدي هذه التأثيرات في النهاية إلى انخفاض الإنتاج التناسلي للطيور المعرضة لمستويات عالية من الضوضاء البيئية.

## حفظ المشهد الصوتي
لطالما كان تخصص بيولوجيا الحفظ يهتم بالحفاظ على التنوع البيولوجي والموائل التي تعتمد عليها الكائنات الحية. ومع ذلك، فإن البيئة الصوتية تشجع علماء الأحياء على اعتبار المناظر الطبيعية الطبيعية موارد جديرة بجهود الحفظ. المناظر الصوتية التي تأتي من موائل غير مقيدة نسبيًا لها قيمة للحياة البرية كما يتضح من الآثار السلبية العديدة للضوضاء البشرية على الأنواع المختلفة. الكائنات الحية التي تستخدم الإشارات الصوتية الناتجة عن فرائسها قد تتأثر بشكل خاص بمناظر الصوت التي يغيرها الإنسان. في هذه الحالة، لن يكون لدى المرسلين (غير المتعمدين) للإشارات الصوتية أي حافز للتعويض عن الإخفاء الذي يفرضه الصوت البشري المنشأ. بالإضافة إلى ذلك، يمكن أن يكون لمناظر الصوت الطبيعية فوائد لرفاهية الإنسان وقد تساعد في توليد إحساس مميز بالمكان، وربط الناس بالبيئة وتوفير تجارب جمالية فريدة. بسبب القيم المختلفة المتأصلة في الصوت الطبيعي، يمكن اعتبارها خدمات النظام البيئي التي تُوفر من خلال النظم البيئية السليمة والعاملة. قد تشتمل أهداف الحفاظ على المشهد الصوتي على مشاهد صوتية ضرورية لاستمرار الحياة البرية المهددة، ومناظر الصوت التي تغيرت بشدة بفعل الأنثروفوني، ومناظر الصوت التي تمثل أماكن فريدة أو قيمًا ثقافية. بدأت بعض الحكومات والوكالات الإدارية في النظر في الحفاظ على المناظر الطبيعية السليمة كأولوية بيئية. في الولايات المتحدة، يعمل قسم الأصوات الطبيعية والسماء الليلية في إدارة المتنزهات الوطنية على حماية المناظر الطبيعية والثقافية.

## مقالات ذات صلة
- علم البيئة الصوتي
- أفونيا
- علم الصوتيات الحيوية
- إيكولوجيا الصوتيات الطبيعية
- مشهد صوتي
- مخطط الطيف
- علم الموسيقى الحيوانية [الإنجليزية]